# Al-Shafi‘i
Abū'Abdillāh Muhammad ibn Idris al-Shafi'i (tiếng Ả Rập: أَبُو عَبْدِ ٱللهِ مُحَمَّدُ بْنُ إِدْرِيسَ ٱلشَّافِعِيُّ, 767-820) là một nhà thần học, nhà văn và học giả Hồi giáo Ả Rập, là người đóng góp đầu tiên cho các nguyên tắc của luật học Hồi giáo (Ul al-fiqh). Thường được gọi là ' Shaykh al-Islam, al-Shafi'i là một trong bốn Imam vĩ đại, với di sản về các vấn đề pháp lý và giảng dạy cuối cùng dẫn đến trường phái Shafi'i của Fiqh (hoặc Madh'hab). Ông là học sinh nổi bật nhất của Imam Malik ibn Anas và ông cũng từng là Thống đốc của Najar. Sinh ra ở Gaza, nhưng ông cũng từng sống ở Mecca, Medina, Yemen, Ai Cập và Baghdad.

## Giới thiệu
Tiểu sử của al-Shāfi'i rất khó để tìm lại. Dawud al-Zahiri được cho là người đầu tiên viết tiểu sử của ông, nhưng cuốn sách này đã bị thất truyền.   Tiểu sử lâu đời nhất còn sót lại thuộc về Ibn Abi Hatim al-Razi (mất 327 AH / 939 CE) và không khác gì một bộ sưu tập các giai thoại, một số trong số chúng là sáng tác hoàn toàn. Một bản phác thảo tiểu sử được viết bởi Zakarīya b. Yahya al-Sājī sau đó được sao chép, nhưng ngay cả sau đó, rất nhiều huyền thoại đã len lỏi vào câu chuyện về cuộc đời của al-Shāfi'i. Tiểu sử thực sự đầu tiên là của Ahmad Bayhaqi (mất 458 AH / 1066 CE) và chứa đầy những thứ mà quan niệm hiện đại sẽ coi là các huyền thoại tôn giáo. Sau đây là những gì dường như là một nội dung hợp lý, theo quan điểm giảm thiểu hiện đại.

## Tiểu sử

### Tổ tiên
Al-Shāfi'ī thuộc về tộc Qurayshi của Banu Muttalib, là tộc chị em của Banu Hashim, chung tổ tiên với Tiên tri Muhammad và nhà Abbas. Dòng dõi này có thể đã mang lại cho ông uy tín, phát sinh từ việc ông thuộc bộ lạc Muhammad và mối quan hệ họ hàng của ông cố với Al-Shāfi'ī. Tuy nhiên, al-Shāfi'ī lớn lên trong nghèo khó, bất chấp sự kết nối của anh ta trong giới xã hội cao nhất.

### Đầu đời
Ông được sinh ra ở Gaza bởi thị trấn Asqalan vào năm 150 AH (767 CE). Cha Al-Shāfi'ī mất ở Ash-Sham khi ông vẫn còn là một đứa trẻ. Lo sợ sự lãng phí của dòng dõi sharīf của mình, mẹ Al-Shāfi'ī quyết định chuyển đến Mecca khi Al-Shāfi'ī khoảng hai tuổi. Hơn nữa, nguồn gốc gia đình mẹ Al-Shāfi'ī đến từ Al- Yemen, và có nhiều thành viên trong gia đình ở Mecca, nơi mẹ của ông tin rằng ông sẽ được chăm sóc tốt hơn. Người ta biết rất ít về cuộc sống ban đầu của al-Shāfi' ở Mecca, ngoại trừ việc ông được nuôi dưỡng trong hoàn cảnh nghèo khó và từ khi còn trẻ, Al-Shāfi'ī đã tập trung với việc học. Một tài liệu nói rằng mẹ của ông không đủ khả năng để mua giấy, vì vậy Al-Shāfi'ī đã viết những bài học vào xương, đặc biệt là xương vai. Sau đó, ông theo học ibn Khalid az-Zanji, Mufti của Mecca, người được coi là giáo viên đầu tiên của Imam al-Shāfi'ī. Đến năm bảy tuổi, al-Shāfi'ī đã học thuộc kinh Qur'an. Năm mười tuổi, anh đã cam kết với Imam Malik <i id="mwTg">'Muwatta'</i>, lúc đó là giáo viên thay thế của anh sẽ phụ trách anh để dạy khi giáo viên chính vắng mặt. Al-Shāfi'ī được ủy quyền phát hành fatwa ở tuổi mười lăm.